# 가을 날의 동화 (영화)
《가을 날의 동화》(秋天的童話: An Autumn's Tale)는 홍콩에서 제작된 장완정 감독의 1987년 드라마, 멜로/로맨스 영화이다. 주윤발 등이 주연으로 출연하였고 잠건훈 등이 제작에 참여하였다.

## 출연

### 주연
- 주윤발
- 종초홍
- 진백강

### 조연
- 황만
- 노업미
- 정명선
- 형영탁
- 오복성
- 진예연
- 웅광당

## 제작진
- 출품인: 반적생
- 프로듀서: 곡미려
- 조감독: 왕혜겸
- 미술: 황인규
- 제편: 주가의